# CNN International
Ne doit pas être confondu avec CNN.
CNN International (abrégé CNNI) est une chaîne de télévision d'information en continu américaine internationale du groupe américain CNN. La chaîne appartient au groupe Warner Bros. Discovery. Elle est une des principales chaînes du réseau CNN, lui-même filiale du groupe Warner Bros. Discovery. Son programme traite notamment des dernières actualités, des affaires en cours, de politique, des dernières tendances et de l’économie mondiale.
Créée par Ted Turner en 1985, cette chaîne bénéficie d'un budget annuel d'environ 650 millions d'euros et a, outre la chaîne américaine, de nombreuses « chaînes sœurs » : CNN+ (Espagne), CNN Airport Network (Amérique du Nord), CNN en Español (États-Unis), CNN Chile (Chili), CNN-IBN (Inde), CNN Indonesia (Indonésie), CNN Türk (Turquie).
Pour distinguer CNN International de sa grande sœur CNN/US, il suffit de regarder le logo à l'écran. Si l'écriture est rouge sur un fond blanc, il s'agit de CNN International. Si l'écriture est blanche sur un fond rouge, il s'agit de CNN/US. Certaines émissions comme Wolf sont retransmises en simultané sur les deux chaînes.

## Histoire

Logo de 1985 à 1995

La chaîne, résultant notamment des idéaux de Ted Turner, a commencé à émettre le 1er juillet 1985, en visant les hôtels américains dont la cible était les voyageurs. Les tout premiers studios étaient situés dans différents endroits du CNN Center à Atlanta. La grande majorité de la programmation de la chaîne consistait à la diffusion de deux chaînes de CNN (CNN/US et Headline News). En 1990, cependant, le nombre de nouveaux programmes produits par CNN International, spécialement pour les téléspectateurs internationaux, a considérablement augmenté. Une nouvelle salle de rédaction et un studio furent construits en 1994, lorsque CNN décida de concurrencer la programmation de BBC World News. CNN International fut récompensée par la Liberty Medal le 4 juillet 1997. Ted Turner, en acceptant cette médaille, annonça : « Nous ne donnons seulement les faits… Nous n’avons pas à montrer que la liberté et que la démocratie soient le bien, ni que le socialisme ou le totalitarisme soient le mal. Si nous leur montrions de quel côté nous penchons… Tout le monde choisirait clairement la liberté et la démocratie. »
En 1998, le directeur de la création Morgan Almeida définissait une nouvelle stratégie de changement progressif de l’image de CNN International en modifiant la charte graphique, la rendant moins américaine et plus « internationale ». La chaîne a entrepris un autre changement d’image majeur en 2005 qui fut récompensé grâce à la créativité de Mark Wright. Le 1er janvier 2009, CNN International adopta la bannière informative de CNN/US introduit un mois plus tôt, inspirée par un design moderne et clair, résultat des efforts de la politique de changement d’image.
Aux États-Unis, CNN International Amérique du Nord a été diffusée durant les nuits et les weekends sur la chaîne financière CNNfn, jusqu’à la fermeture de la chaîne en décembre 2004.
De janvier à septembre 2009, CNN International a adapté ses programmes, ciblant un public européen avec quelques personnalités de CNN International, notamment avec les interviews de Amanpour. Le 21 septembre 2009, la chaîne lança son nouveau slogan « Go Beyond Borders » et rassembla ses journaux télévisés généraux (World News, CNN Today, World News Asia, World News Europe et Your World Today) en une seule émission appelée World Report.
La devise « Go Beyond Borders » insiste sur les perspectives internationales que donnent les dernières actualités et sur la diversité des téléspectateurs. Elle se réfère aussi sur les différentes plateformes utilisés pour diffuser son contenu. Cette image de marque fut créée par un travail commun entre le département marketing de CNN et l’agence Tooth & Nail. De plus, de nouveaux programmes se sont insérés entre les programmes d’Amanpour et de World One. Cependant, la refonte de la charte graphique et les nouveaux programmes de CNN International ont été critiqués par les téléspectateurs.
Le 4 novembre 2009, CNN lança un nouveau centre de production : CNN Abou Dabi basé aux Émirats arabes unis. CNN International lança alors un nouveau programme d’une demi-heure pour les téléspectateurs d’orient : Prism.
Depuis 2010, CNN International a créé de nombreux programmes pour les émissions du soir, dynamisant sa grille TV[réf. nécessaire].
Pendant la Coupe du monde de football de 2014, CNN International et Facebook développeront un partenariat en créant CNN Facebook Pulse, une plateforme qui analysera les réactions du public, en temps réel.

## Versions régionales et en ligne
CNN International possède sept variantes :
- CNN International Europe/Moyen-Orient/Afrique, installée à Londres ;
- CNN International Moyen-Orient, installée à Abou Dabi ;
- CNN International Asie-Pacifique installée à Hong Kong ;
  - CNNj au Japon[3];
- CNN International Asie du Sud installée à Hong Kong ;
- CNN International Amérique latine installée à Atlanta ;
- CNN International Amérique du Nord installée à Atlanta.

Les programmes des différentes versions régionales ne diffèrent que très peu.
Il faut toutefois noter qu'en Chine, la diffusion de la chaîne est soumise à un contrôle du gouvernement pouvant déboucher sur des formes de censure. Par ailleurs, CNN International n’est pas disponible dans certaines parties de la Chine.
Les programmes de CNN International sont accessibles depuis l'édition internationale du site web CNN.com.

## Programme Europe / Afrique / Moyen-Orient
Version prenant en compte les changements de grille de CNN US et CNN International (novembre 2022).
- beige : programme original CNN
- vert : CNN Newsroom
- rose : en simultané sur CNN/U.S.

Les programmes originaux CNN sont mensuels et comprennent :
- African Voices Changemakers (Arit Okpo) (hebdomadaire)
- Best of Quest (Richard Quest)
- Business Traveller (Richard Quest)
- CNNGo
- CNN Style
- Culinary Journeys
- Eco Solutions
- In 24 Hours
- Inside Africa (hebdomadaire)
- Inside the Middle East
- Living Golf (Shane O'Donoghue)
- Main Sail (Shirley Robertson)
- Make, Create, Innovate
- Marketplace Africa / Middle East / Europe / Asia (hebdomadaire)
- On China (Kristie Lu Stout)
- Quest's World of Wonder (Richard Quest)
- Supercharged
- Talk Asia
- Vital Signs (Sanjay Gupta)
- Winning Post

Ces programmes changent de tranche horaire d'une semaine à l'autre, compte tenu de leur mensualité.

## Présentateurs
- CNN Newsroom
  - Titulaires
    - Natalie Allen (du vendredi au dimanche, basée à Atlanta)
    - Rosemary Church (du lundi au jeudi, basée à Atlanta)
    - Max Foster (du lundi au jeudi, basé à Londres)
    - George Howell (du samedi au lundi, basé à Atlanta)
    - Lynda Kinkade (du samedi au dimanche, basée à Atlanta)
    - Isha Sesay & John Vause (du lundi au vendredi, basés à Los Angeles)
    - Cyril Vanier (du lundi au vendredi, basé à Atlanta)

  - Remplaçants
    - Zain Ascher (basée à New York)
    - Paula Newton (basée à New York)
    - Isa Soares (basée à Londres)
    - Hannah Vaughan Jones (basée à Londres)

- Programmes d'information
  - Titulaires
    - Christiane Amanpour (Amanpour, basée à Londres)
    - Becky Anderson (Connect The World with Becky Anderson, basée à Dubaï)
    - Wolf Blitzer (Wolf, basé à Washington)
    - Kate Bolduan (State of the Union, basée à New York)
    - Erin Burnett (Erin Burnett OutFront, basée à New York)
    - Anderson Cooper (Anderson Cooper 360°, basé à New York)
    - Chris Cuomo & Alisyn Camerota (New Day, basés à New York)
    - Robyn Curnow (International Desk, basée à Atlanta)
    - Hala Gorani (The World Right Now with Hala Gorani, basée à Londres)
    - Michael Holmes & Amara Walker (CNN Today, basés Atlanta)
    - John King (Inside Politics)
    - Don Lemon (CNN Tonight, basé à New York)
    - Kristie Lu Stout (News Stream, basée à Hong Kong)
    - Michael Smerconish (Smerconish)
    - Jake Tapper (State of the Union)
    - Fareed Zakaria (Fareed Zakaria GPS, basé à New York)

  - Remplaçants
    - Zain Ascher (Connect The World with Becky Anderson, basée à New York)
    - Lynda Kinkade (International Desk, Connect The World with Becky Anderson, basée à Atlanta)
    - Paula Newton (Amanpour, News Stream, State of America, basée à New York)

- Programmes sportif
  - Titulaires
    - Amanda Davies (basée à Londres)
    - Don Riddell (basé à Atlanta)
    - Patrick Snell (basé à Atlanta)
    - Alex Thomas (basé à Londres)

  - Remplaçants
    - Rhiannon Jones (basée à Londres)
    - Kate Riley (basée à Atlanta)

- Programmes économique
  - Titulaires
    - Zain Ascher (CNN Marketplace Africa, basée à New York)
    - Maggie Lake (CNN Money with Maggie Lake, basée à New York)
    - Richard Quest (Quest Means Business, The Best Of Quest, Business Traveller, Quest Express, basé à New York)

  - Remplaçants
    - Zain Ascher (Quest Means Business, Quest Express, basée à New York)
    - Paula Newton (Quest Means Business, Quest Express, basée à New York)

## Correspondants et reporters
- Nima Elbagir, correspondante internationale senior basée à Londres

## Émissions annulées

### Journaux télévisés
- Asia Tonight (1998–2002)
- Asia Now
- Biz News (2001–2004)
- CNN This Morning (1996–2001)
- News Biz Today (2001–2004)
- World News
- World News Europe
- World News Asia
- Your World Today

### Business
- Biz Asia (1996–2003)
- Business Central (2001–2004)
- World Business This Week
- Business International (2001–2009)

### Interviews et débats
- Q&A with Riz Khan (1996–2001)
- Diplomatic License (1994–2006)
- Insight
- Late Edition with Wolf Blitzer (1993–2009) Émission du dimanche matin (produit par CNN/US)

### Mode de vie, divertissement et divers
- CNN dot com
- Design 360
- Inside Asia
- eBizAsia
- Inside Europe
- Global Challenges
- The Music Room
- Next@CNN (produit par CNN/US)
- Science and Technology Week (produit par CNN/US)
- Showbiz Tonight (produit par CNN/US)
- Spark
- Art of Life - Monica Rajpal présente les dernières news sur l’art et la mode
- Global Office
- Quest - Richard Quest part à la rencontre de différents talents et partage ses expériences
- The Spirit Of...- Becky Anderson présente différents événements de la vie courante
- Nic Robertson (Correspondant International Senior)
- Shirley Robertson (Correspondant)
- Richard Roth (Senior UN Correspondant)
- Bill Schneider (Analyste Politique Senior, Correspondant)
- Bonnie Schneider (Météo)
- Sarah Seidner (Correspondant)
- Isha Sesay (International Desk, Inside Africa)
- Atika Shubert (Corre
- Ralitsa Vassileva (World Report Weekends)
- John Vause (Correspondant)
- Zain Verjee (World Report)
- Michael Ware (Correspondant)
- Ben Wedeman (Correspondant)
- Eunice Yoon (Correspondant)

### liens externes
- Notices Archives TV : Inathèque
- Notices Archives Sources écrites : Inathèque